# کوپاراکو
کوپاراکو (به پرتغالی: Cuparaque) یک منطقهٔ مسکونی در برزیل است که در میناز ژرایس واقع شده‌است. کوپاراکو ۵٬۰۰۵ نفر جمعیت دارد.